# Fundació Barceló
Fundació Barceló és una fundació sense ànim de lucre creada a Palma el 1989 per la família Barceló Oliver, gràcies a la iniciativa de Gabriel Barceló. Ha dedicat la seva actuació altruista bàsicament als camps de l'art, la salut, l'educació i el desenvolupament econòmic. El seu camp d'actuació no comprèn sols les Illes Balears, sinó també Espanya, els països d'Amèrica Llatina i del continent africà. El 2004 va rebre el Premi Ramon Llull.

## Organització
Les activitats de la Fundació estan organitzades i supervisades per quatre comissions que s'ocupen dels diferents camps on treballa la fundació. Són la Comissió d'Art, la Comissió de Salut, la Comissió d'Activitats de Desenvolupament Humà i Professional i la Comissió d'Educació.

## Activitats
El 1991 es va constituir la Comissió d'Art, que, a més de gestionar i mantenir la col·lecció de pintors mallorquins dels segles XIX-XX, de la qual és propietària la Fundació, es dedica a l'organització d'activitats artístiques, concretament de pintura i fotografia. Així, s'han celebrat exposicions i s'han organitzat certàmens internacionals de pintura, no tan sols a Palma sinó a altres indrets com a diferents països llatinoamericans i a la República de Txèquia. Pel que fa a la temàtica de les exposicions organitzades per la Fundació, cal destacar el paper predominant dels artistes mallorquins o residents a les illes. També cal destacar el muntatge de l'exposició fotogràfica itinerant Balears, ahir, que recorregué part del territori mallorquí.
Són realment destacades les actuacions de la Comissió de Salut, que començà organitzant els cursos de doctorat (del 1996 al 2001) en medicina, amb la col·laboració de la Universitat d'Alcalà d'Henares i un simposi anual d'immunologia (del 1996 al 2000). Des de 1997 de manera periòdica i ininterrompuda es realitza el curs de suport vital bàsic i avançat, amb col·laboració de diferents entitats científiques.
A més, la Fundació Barceló des de 1996 ha desenvolupat el programa d'ajuda mèdica internacional (AMI), que s'inicià a la República Dominicana i que s'ha anat estenent a altres països. Aquest programa consisteix a mantenir de forma permanent un equip de professionals mèdics per tal d'assistir a la població més necessitada. A aquest programa s'hi ha afegit la donació de medicaments i instrumental mèdic.
Dins la Comissió d'Activitats pel Desenvolupament Humà i Professional, cal destacar el programa de cooperació basat en la fórmula del microcrèdit, amb la intenció de fomentar la creació de petites empreses a de l'auto ocupació.